# Zdeněk Salzmann
Zdeněk Salzmann (ur. 18 października 1925 w Pradze, zm. 10 maja 2021 w Sedonie) – czeski językoznawca, antropolog kulturowy, folklorysta i znawca literatury pięknej; emerytowany profesor University of Massachusetts Amherst. Od 1947 roku mieszkał w Stanach Zjednoczonych. W centrum jego zainteresowań znajdowała się przede wszystkim antropologia lingwistyczna.

## Życiorys
Salzmann studiował językoznawstwo na Indiana University w Bloomington. Od 1968 roku prowadził wykłady z antropologii kulturowej na Uniwersytecie Massachusettskim. Przeprowadził szereg badań terenowych, m.in. wśród Indian z plemienia Arapaho i ludności południowo-czeskiej gminy Komárov. Studiował wymierający język Arapahów oraz prowadził działania na rzecz jego przetrwania i rozpowszechnienia. Jest autorem Słownika angielsko-arapażskiego. Od 1989 roku Salzmann regularnie odwiedzał rodzime Czechy, gdzie prowadził wykłady na Uniwersytecie Karola w Pradze oraz na uniwersytetach w Pilźnie i Pardubicach.

## Publikacje
- 1961 – Czech literature before Hus (Sedona: własnym nakładem).
- 1969 – Anthropology (Nowy Jork: Harcourt).
- 1974 – Komárov: A Czech farming village (razem z Vladimírem Scheuflerem, Nowy Jork: Rinehart and Winston).
- 1988 – The Arapaho Indians: A Research Guide and Bibliography (Nowy Jork: Westport; Londyn: Greenwood).
- 1993 – The Arapaho Language alphabet: Utilizing the Zdenek Salzmann System (Ethete, WY: Wind River Reservation).
- 1993 – Language, Culture and Society: An Introduction to Linguistic Anthropology (Boulder: Westview Pr.).
- 1997 – Jazyk, kultura a společnost: Úvod do lingvistické antropologie (Praga: Ústav pro etnografii a folkloristiku Akademie věd České republiky).